# Заслуженный работник промышленности Республики Беларусь
«Заслуженный работник промышленности Республики Беларусь» (бел. Заслужаны работнік прамысловасці Рэспублікі Беларусь) — почётное звание в Республике Беларусь. Присваивается по распоряжению Президента Республики Беларусь работникам различных отраслей производства за собственные профессиональные достижения и за заслуги в развитии производства.

## Порядок присваивания

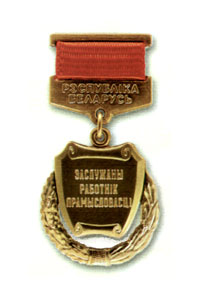
Изображение награды до 2020 года

Присваиванием почётных званий Республики Беларусь занимается Президент Республики Беларусь, решение о присвоении оформляется его указами. Государственные награды (в том числе почётные звания) вручает лично Президент либо его представители. Присваивание почётных званий Республики Беларусь производится на торжественной церемонии, государственная награда вручается лично награждённому, а в случае присваивания почётного звания выдаётся и свидетельство. Лицам, удостоенным почётных званий Республики Беларусь, вручают нагрудный знак.

## Требования
Почетное звание «Заслуженный работник промышленности Республики Беларусь» присваивается деятелям промышленных отраслей экономики Республики Беларусь, работающим не менее 15 лет (рабочим, мастерам, инженерно-техническим работникам различных организаций) за:
- значительный вклад в совершенствование техники, технологии и организации производства;
- достижение высоких показателей качества продукции;
- повышение продуктивности труда и эффективности производства.